# Corporal of Horse
Corporal of Horse (CoH) est un grade de la Household Cavalry de la British Army correspondant au grade de sergent dans d'autres régiments.
Auparavant aucun régiment de cavalerie n'avait de sergent, mais la Household Cavalry est le seul à garder cette tradition vivante.
L'origine du mot sergent vient de la racine de servant, or le plus humble des hommes de troupe dans la Household Cavalry était considéré comme un gentleman, ce grade n'était donc pas approprié.
Dans les Cavaleries francophones (France, Belgique, etc.) ce grade correspond à celui de Maréchal des Logis.
Le grade de Corporal of Horse existe depuis les années 1660. Le grade inférieur est Lance Corporal of Horse qui correspond à Staff Corporal.
Un Corporal of Horse porte trois chevrons surmontés d'une couronne en métal. On s'adresse à lui en utilisant son grade complet.

## Sources
- (en) Cet article est partiellement ou en totalité issu de l’article de Wikipédia en anglais intitulé « Corporal of horse » (voir la liste des auteurs).